# Liste der Schlösser und Palais in Berlin
Die Liste der Schlösser und Palais in Berlin umfasst bestehende sowie bereits abgerissene Schlösser und Palais in Berlin. Zahlreiche dieser Gebäude wurden im historischen Stadtkern in Berlin-Mitte gebaut, der Großteil davon in der Wilhelmstraße. Auswahlkriterium ist eher die Namensgebung; einzelne Villen könnten größer sein als manches aufgeführte Gebäude. Demzufolge sind Gutshaus Steglitz („Wrangelschlösschen“) und Schoeler-Schlösschen nicht näher spezifiziert.

## Bestehende Schlösser und Palais
| Name                        | Bezirk und Adresse                          | Baujahr   | Architekt                                                            | Stil                            | Anmerkung | Bild                                                        |
| --------------------------- | ------------------------------------------- | --------- | -------------------------------------------------------------------- | ------------------------------- | --- | ----------------------------------------------------------- |
| Altes Palais                | Unter den Linden 9, Berlin-Mitte            | 1837      | Carl Ferdinand Langhans                                              | Klassizismus                    | 1837–1888: Winterresidenz von Wilhelm I. heute: Teil der Juristischen Fakultät der Humboldt-Universität                                                       | Altes Palais                                                |
| Berliner Schloss            | Schloßplatz, Berlin-Mitte                   | 1443–1894 | Andreas Schlüter, Johann Friedrich Eosander, Friedrich August Stüler | Barock                          | 1443–1918: Residenz der Hohenzollern 1945: starke Beschädigungen im Zweiten Weltkrieg 1950: Abriss in der DDR 2013–2020: Wiederaufbau als Humboldt Forum      | Berlin Nationaldenkmal Kaiser Wilhelm mit Schloss 1900.jpg  |
| Ephraim-Palais              | Nikolaiviertel, Berlin-Mitte                | 1766      | Friedrich Wilhelm Diterichs                                          | Rokoko                          | heute: Bestandteil der Stiftung Stadtmuseum Berlin | Ephraim-Palais                                              |
| Jagdschloss Glienicke       | Forst Dreilinden, Berlin-Wannsee            | 1682      | Charles Philippe Dieussart                                           | Renaissance                     | heute: Fortbildungsinstitut | Jagdschloss Glienicke                                       |
| Jagdschloss Grunewald       | Forst Grunewald                             | 1542      | Caspar Theiss                                                        | (Renaissance)                   | heute: Museum u. a. | Jagdschloss Grunewald                                       |
| Kommandantenhaus            | Unter den Linden 1, Berlin-Mitte            | 1654–1874 | Johann Gregor Memhardt                                               | Neo-Renaissance                 | 1874: Umbau im Stil der Neo-Renaissance 1950: Abriss nach Zerstörung 2003: Wiederaufbau durch Bertelsmann-Konzern                                             | Kommandantenhaus Berlin.jpg                                 |
| Kronprinzenpalais           | Unter den Linden 3, Berlin-Mitte            | 1663–1857 | Philipp Gerlach, Heinrich Strack                                     | Barock, nach Umbau Klassizismus | 1732: Residenz für verschiedene Kronprinzen 1919: Neue Nationalgalerie 1937: Einzug der Preußischen Akademie der Künste 1968–1970: abgewandelter Wiederaufbau | Berlin, Mitte, Unter den Linden 3, Kronprinzenpalais 01.jpg |
| Prinzessinnenpalais         | Unter den Linden 5, Berlin-Mitte            | 1733–1811 | Friedrich Wilhelm Diterichs, Heinrich Gentz                          | Rokoko, später Klassizismus     | 1962–1964: Rekonstruktion als Operncafé nach Zerstörung im Zweiten Weltkrieg 2018: Nutzung als PalaisPopulaire                                                | Prinzessinnenpalais                                         |
| Palais am Festungsgraben    | Am Festungsgraben, Berlin-Mitte             | 1753      | Christian Friedrich Feldmann                                         | Klassizismus                    | | Mitte Palais am Festungsgraben.jpg                          |
| Palais des Prinzen Heinrich | Unter den Linden 6, Berlin-Mitte            | 1753      | Jan Bouman, Carl Ludwig Hildebrandt                                  | Spätbarock                      | ab 1809: Teil der Friedrich-Wilhelms-Universität 1943/1944: Beschädigungen im Zweiten Weltkrieg 1947–1962: äußerliche Rekonstruktion                          | Palais des Prinzen Heinrich                                 |
| Palais Pannwitz             | Brahmsstraße 10, Berlin-Grunewald           | 1911      | German Bestelmeyer                                                   | Neobarock                       | seit 1994: Nutzung als Hotel | Palais Pannwitz                                             |
| Palais Podewils             | Klosterstraße 68d, Berlin-Mitte             | 1704      | Jean de Bodt                                                         | Barock                          | | Palais Podewils                                             |
| Palais Schwerin             | Molkenmarkt 1, Berlin-Mitte                 | 1690      | Jean de Bodt                                                         | Barock                          | heute: Sitz des Deutsch-Französischen Jugendwerks | Palais Schwerin                                             |
| Reichstagspräsidentenpalais | Dorotheenstraße 100/101, Berlin-Mitte       | 1899–1904 | Paul Wallot                                                          | Neo-Renaissance                 | seit 1999: Sitz der Deutschen Parlamentarischen Gesellschaft                                                                                                  | Reichstagspräsidentenpalais                                 |
| Schloss Bellevue            | Spreeweg 1, Berlin-Tiergarten               | 1786      | Michael Philipp Boumann                                              | Klassizismus                    | seit 1994: Sitz des Bundespräsidenten | Schloss Bellevue                                            |
| Schloss Biesdorf            | Schlosspark Biesdorf, Marzahn-Hellersdorf   | 1868      | Heino Schmieden                                                      | Spätklassizismus                | | Schloss Biesdorf                                            |
| Schloss Britz               |                                             | 1883      | Carl Busse                                                           | Neo-Renaissance                 | | Schloss Britz                                               |
| Schloss Charlottenburg      | Spandauer Damm 20–24, Berlin-Charlottenburg | 1695      | Johann Friedrich Eosander und spätere                                | Barock und spätere              | | Schloss Charlottenburg                                      |
| Schloss Friedrichsfelde     | Am Tierpark 125, Berlin-Friedrichsfelde     | 1685–1800 | Johann Arnold Nering                                                 | Klassizismus                    | heute: Nutzung durch den Tierpark u. a. | Schloss Friedrichsfelde                                     |
| Schloss Hohenschönhausen    | Hauptstraße 44, Berlin-Alt-Hohenschönhausen | um 1690   |                                                                      |                                 | heute: Kulturelle Nutzung | Schloss Hohenschönhausen                                    |
| Schloss Glienicke           | Königstraße 36, Berlin-Wannsee              | 1753      | Karl Friedrich Schinkel                                              | Klassizismus                    | heute: Kunst- und Hofgärtnermuseum | Schloss Glienicke                                           |
| Schloss Köpenick            | Schlossinsel 1, Berlin-Köpenick             | 1677–1690 | Rutger von Langerfeld                                                | Barock                          | | Schloss Köpenick                                            |
| Schloss Pfaueninsel         | Nikolskoer Weg, Berlin-Wannsee              | 1797      | Johann Gottlieb Brendel                                              | Romantische Ruinenarchitektur   | | Schloss Pfaueninsel                                         |
| Schloss Schönhausen         | Tschaikowskistraße 1, Berlin-Pankow         | 1664–1713 | Johann Arnold Nering, Johann Friedrich Eosander von Göthe            | Barock                          | 1949–1960: Amtssitz des Präsidenten der DDR | Schloss Schönhausen                                         |
| Schloss Tegel               | Adelheidallee 19, Berlin-Reinickendorf      | 1824      | Karl Friedrich Schinkel                                              | Klassizismus                    | | Schloss Tegel                                               |

## Ehemalige Schlösser und Palais
| Name                    | Bezirk und Adresse                                 | Baujahr               | Architekt                                             | Stil             | Anmerkung | Bild                    |
| ----------------------- | -------------------------------------------------- | --------------------- | ----------------------------------------------------- | ---------------- | --- | ----------------------- |
| Alte Reichskanzlei      | Wilhelmstraße 77, Berlin-Mitte                     | 1739                  | Carl Friedrich Richter                                | Barock           | ab 1878: Nutzung als Reichskanzlei 1948: Abriss nach Kriegsschäden | Alte Reichskanzlei      |
| Jagdschloss Dreilinden  | Forst Dreilinden, Berlin-Wannsee                   | 1869                  | Nabbath                                               | „Schweizer Stil“ | 1954 abgerissen | Jagdschloss Dreilinden  |
| Mosse-Palais            | Leipziger Platz 15 / Voßstraße 22, Berlin-Mitte    | 1885                  | Gustav Ebe, Julius Benda                              | Neobarock        | 1885: errichtet durch Rudolf Mosse 1930: Austragungsort der Weltenergiekonferenz 1936: Sitz der Akademie für Deutsches Recht 1948: Abriss des im Zweiten Weltkrieg zerstörten Palais | Mosse-Palais            |
| Niederländisches Palais | Unter den Linden 11, Berlin-Mitte                  | Mitte 17. Jahrhundert | Friedrich Wilhelm Dieterichs, Michael Philipp Boumann | Rokoko, Zopfstil | 1775: Umbau durch Boumann 1803: Kauf durch Wilhelm I. (Niederlande) 1950/1963: Abriss nach Kriegsschäden                                                                             | Niederländisches Palais |
| Ordenspalais            | Wilhelmsplatz 7/8, Berlin-Mitte                    | 1737                  | Carl Friedrich Ritter                                 | Klassizismus     | 1949: Abtragung der Ruine | Ordenspalais            |
| Palais Arnim            | Pariser Platz 4, Berlin-Mitte                      | 1857                  | Eduard Knoblauch                                      | Spätklassizismus | 1905: Umbau zum Sitz der Akademie der Künste 1960: Beseitigung des beschädigten Palais Arnim                                                                                         | Palais Arnim            |
| Palais Beauvryé         | Pariser Platz 5, Berlin-Mitte                      | 1737                  | Bernhard von Beauvryé                                 | Klassizismus     | 1879: historistischer Umbau durch französische Gesandtschaft 1930: Umbau im Louis-XIV-Stil                                                                                           | Palais Beauvryé         |
| Palais Blücher          | Pariser Platz 2, Berlin-Mitte                      | 1870                  | Karl Richter                                          | Neoklassizismus  | 1931: Amerikanische Botschaft erwirbt Palais Blücher 1957: Abriss nach Kriegsbeschädigungen                                                                                          | Palais Blücher          |
| Palais Borsig           | Voßstraße 1, Berlin-Mitte                          | 1877                  | Richard Lucae                                         | Neorenaissance   | 1949: Beseitigung der Ruine des Palais Borsig 1990: Bau von Wohnblocks auf damaligem Areal                                                                                           | Palais Borsig           |
| Palais Creutz           | Klosterstraße 36, Berlin-Mitte                     | 1715                  | Martin Heinrich Böhme                                 | Barock           | 1949 nach schweren Kriegsschäden abgerissen | Palais Creutz           |
| Palais Kurland          | Unter den Linden 7, Berlin-Mitte                   | 1734                  |                                                       | Rokoko           | 1841: Nutzung als Russische Botschaft in Berlin | Russische Botschaft     |
| Palais Marschall        | Wilhelmstraße bei heutiger Voßstraße, Berlin-Mitte | 1737                  | Philipp Gerlach                                       | Rokoko           | später Palais Voß; 1872 abgerissen |                         |
| Palais Mendelssohn      | Bismarckallee 23, Berlin-Grunewald                 | 1898–1908             | Ernst von Ihne                                        | Tudorstil        | 1938: Enteignung durch Nationalsozialisten 1943: schwere Kriegsschäden 1945: Rückgabe an Familie Mendelssohn 1963–1967: tiefgreifende Umbauten und Abrisse                           | Palais Mendelssohn      |
| Palais Pless            | Wilhelmstraße 78, Berlin-Mitte                     | 1877                  | Gabriel-Hippolyte Destailleur                         | Neobarock        | 1913/1914: Abriss | Palais Pless            |
| Palais Pringsheim       | Wilhelmstraße 67, Berlin-Mitte                     | 1874                  | Gustav Ebe, Anton von Werner (Ausmalung)              | Neorenaissance   | 1962: Abtragung des fast vollständig im Krieg zerstörten Gebäudes | Palais Pringsheim       |
| Palais Redern           | Unter den Linden 1, Berlin-Mitte                   | 1833                  | Karl Friedrich Schinkel                               | Neorenaissance   | 1906: Abtragung für das Hotel Adlon | Palais Redern           |
| Palais Strousberg       | Wilhelmstraße 70, Berlin-Mitte                     | 1868                  | August Orth                                           | Palladianismus   | ab 1884: Sitz der Britischen Botschaft 1950: Abriss der Ruine trotz bereits bestehenden Denkmalschutzes                                                                              | Palais Strousberg       |
| Palais Staudt           | Tiergartenstraße 9, Berlin-Tiergarten              | 1897–1899             | Otto Rieth                                            | Jugendstil       | 1936–1943: Sitz der Argentinischen Botschaft nach 1945: Abriss nach Kriegsschäden | Palais Staudt           |
| Palais Tiele-Winckler   | Hitzigallee 21, Berlin-Tiergarten                  | 1876                  | Gustav Ebe, Julius Benda                              | Neorenaissance   | |                         |
| Prinz-Albrecht-Palais   | Wilhelmstraße 102, Berlin-Mitte                    | 1739                  |                                                       | Rokoko           | 1949: Abriss der Ruine | Prinz-Albrecht-Palais   |
| Reichspräsidentenpalais | Wilhelmstraße 102, Berlin-Mitte                    | 1737                  | (Conrad Wiesend)                                      | Louis-quinze     | Erbaut als Palais Schwerin; 1919 Palais des Reichspräsidenten | Palais Schwerin         |
| Schloss Buch            | Schlosspark Buch                                   | 1607–1881             | Friedrich Wilhelm Diterichs                           | Rokoko           | um 1724: Umbau des Gutshauses zum Schloss 1964: Abriss |                         |
| Schloss Monbijou        | Heutiger Monbijoupark                              | 1703                  | Eosander von Göthe                                    | Spätbarock       | 1959: Abriss nach Kriegsbeschädigungen | Schloss Monbijou        |

- Karte mit allen Koordinaten:
- OSM |
- WikiMap